# スパルタン (原子力潜水艦)
| 画像をアップロード | |
| 艦歴               | |
| 発注               | 1976年2月7日                                                                                             |
| 起工               | 1976年4月26日                                                                                            |
| 進水               | 1978年5月7日                                                                                             |
| 就役               | 1979年9月22日                                                                                            |
| 退役               | 2006年1月                                                                                                |
| その後             | デヴォンポート海軍基地にて保管中                                                                         |
| 除籍               | |
| 性能諸元           | |
| 排水量             | 水上 4,200トン 水中 4,900トン                                                                            |
| 全長               | 82.9m |
| 全幅               | 9.8m |
| 吃水               | 8.5m |
| 機関               | ロールス・ロイスPWR1型加圧水型原子炉 1基 蒸気タービン 2基 1軸推進                                        |
| 最大速             | 水中 30ノット 水上 20ノット                                                                              |
| 潜行深度           | 600メートル                                                                                              |
| 乗員               | 103名 |
| 兵装               | 21インチ魚雷発射管5門 スピアフィッシュ ハープーン UGM-84B トマホーク block III                           |
| 探索装置           | 2001型ソナー (探信/受聴) 2007型ソナー (受聴) 197型ソナー (音響要撃受信機) 1006型レーダー 攻撃/索敵潜望鏡 |
| モットー           | Courage With Great Endurance                                                                             |

スパルタン(HMS Spartan, S105)は、イギリス海軍の原子力潜水艦。スウィフトシュア級原子力潜水艦の5番艦。この名を受け継いだ艦としては7代目にあたる。

## 艦歴
「スパルタン」は、ヴィッカーズ・シップビルディング・アンド・エンジニアリングバロー・イン・ファーネス造船所で1976年4月26日に起工され、レイモンド・ライゴ提督の妻によって1978年4月7日に進水し、1979年9月22日に就役した。
スパルタンは1982年3月30日にフォークランド諸島へ派遣を命じられる。それはアルゼンチン軍が侵攻する2日前のことであった。スパルタンは島に到着した最初のイギリス艦艇であり、イギリス軍により設定された200マイル (370km) の封鎖海域を強化した。直後にスパルタンはアルゼンチンの商船がスタンリーに機雷を敷設しているのを発見する。しかし攻撃命令は下されなかった。これはイギリス軍が急速に戦火を拡大させることに対して懸念を抱いていたためであった。しかしながら空母ベインティシンコ・デ・マヨのような重要目標に対しては命令が下されていた。スパルタンはコンカラーのようにフォークランド紛争では大きな戦果を挙げなかったが、アルゼンチン空軍の動向に対する偵察で価値ある情報を提供した。スパルタンの存在はアルゼンチン艦艇が出港することに対する大きな脅威となった。
1999年には、トマホーク巡航ミサイルが装備された。
スパルタンは2006年1月に退役した。